# Márkus Miklós (költő)
Márkus Miklós József (Szombathely, 1849. október 19. (keresztelés) – Budapest, 1882. április 1.) magyar újságíró, költő, műfordító. Márkus József főpolgármester testvérbátyja, a földhitel részvénytársaság titkára.

## Származása, ifjúsága
Édesapja, Márkus József gombkötő (1822-1873) a Sopron vármegyei Chernelházán  (ma: Chernelházadamonya) született. 1845. június 15-én kapott Szombathelyen polgárjogot. Édesanyja Horváth Anna Rozália (1823–1916) volt, akinek Boldizsár nevű testvére 1867 és 1871 között a Monarchia igazságügy-minisztere volt. A szülők 1846. november 25-én kötöttek házasságot Szombathelyen. Gyermekeik:
- Márkus István (1847–1880) újságíró, politikus;
- Márkus Miklós József (1849–1882)
- Márkus József (1852-1915) főpolgármester
- Márkus Elek (1854–1874) műegyetemi hallgató;
- Márkus Imre (1856-1945)
- Márkus Emília (1860–1949) színésznő
- Irma

## Pályafutása
Márkus Miklós a földhitelintézet sajtóosztályának fogalmazója, később pedig titkára volt. A Gabelsberger-iskolának egyik legrégibb híve volt, gyakorlati képességét a Budapesti Magyar Gyorsíró Egyesület 1869. évi versenyírásán bizonyította be, melynek alapján az egylet jegyzőjévé választották.
Első írásai – országgyűlési tudósítások – a Reformnál jelentek meg. Rákosi Jenő pártfogoltja volt. Emellett érzelmes, lírikus versei is megjelentek a Fővárosi Lapokban, valamint különböző más hetilapoknál is. Versei közül kitűnt a Carmen lugubre című. Emellett novellákat írt, valamint fordított olaszból és franciából. Fordításai között szerepel Suly-Prudhomme: Prière, Buckle: Anglia művelődéstörténete, a Kisfaludy Társaság számára Molière egyik vígjátékát ültette át magyarra.
Cikkei többek közt a Reformban (1874. 283. sz. Aussee; 1875. 6. sz. Karácsony az Aetna tövében); a Pesti Naplóban (1880. 216. sz. A szombathelyi színház) jelentek meg. A Borsszem Jankónak is munkatársa volt. Rendszertelen és kicsapongó életmódja kikezdte egészségét, Olaszországba, Capri szigetére utazott a gyógyulás reményében. Innen írt levelei és költeményei életművének utolsó darabjai. Kissé megerősödve tért haza, de folytatta korábbi életmódját, mely végül halálához vezetett. Tüdővészben halt meg. Síremléke a Kerepesi úti temetőben található (18. tábla, 3. sor, 18. számú sír), fehérmárvány sírkővén álló vers a Márkus-testvérek (Miklós, Iván és Elek) korai halálát gyászolja:
"Megdöbbent a halál a szellemi s testi erőtől
Mit nekik a végzet ritka kegyelme adott;
S félve velük majdan megküzdeni férfi korukban
Mint deli ifjaknak döfte szivükbe a tőrt,
Ám így egyenként bírt győzelmet aratni felettük
Hármukkal szemközt gyáva futásnak eredt."
Verseit sógora, Pulszky Károly akarta kiadni, ez azonban elmaradt.

## Fordításai
- Lucretia Borgia. Egykorú okiratok és levelezések nyomán írta Gregorovius, ford. Budapest, 1876. Két rész.
- A szegény muzsikus. Beszély. Írta Grillparzer, ford. Budapest, 1880. (Magyar Könyvesház 70.).
- Családi gyűlölség. Írta Jaime Adolf, ford. Budapest, év n.
- Escarbagnas. Írta Molière, ford. Budapest, 1881. (Molière vígjátékai IX. kötetben, még mások által fordított két színművel együtt).
- Buckle H. Tamás, Anglia művelődésének története (Budapest, 1876-82.) nyolc kötetének egyik kiadója, illetve fordítója volt.